# Per-Erik Ellström
Per-Erik Ellström, född 1947 i Köping, är en svensk professor i pedagogik vid Linköpings universitet.
Per-Erik Ellström har en psykologexamen från Uppsala universitet 1975 och en doktorsexamen i pedagogik från Linköpings universitet 1984 och blev docent 1991. Sedan 1998 är han professor i pedagogik med särskild inriktning mot utbildning och lärande i arbetslivet. Han var forskningsledare vid och föreståndare för Centrum för studier av människa, teknik och organisation (CMTO) 1994–2005 och är sedan 2006 föreståndare för Helix, ett VINNOVA Centre of Excellence, bägge vid Linköpings universitet.
Per-Erik Ellströms forskning har inriktats på dels organisationsteori och förändringsprocesser, dels utbildning och lärande i arbetslivet, som är ett relativt nytt pedagogiskt forskningsfält. Andra forskningsintressen är ledning och organisering av lärande och kompetensutveckling i företag och offentliga verksamheter, ledarskap i teambaserade organisationer, individuellt och organisatoriskt lärande samt kunskapsbildning och kunskapsutnyttjande i praktisk handling. 
Ellström har anlitats som sakkunnig både i och utanför högskolevärlden och varit ledamot i nämnder och styrelser. Han är medlem i redaktionerna för Journal of Workplace Learning, the International Journal of Training Research och Human Resource Development Review. 